# Кубикула
Куби́кула (лат.  cubiculum) — небольшая частная комната древнеримского дома. Как правило, выполняла функцию спальни. Но также могла служить гостиной, рабочим кабинетом, библиотекой или иметь иное назначение. Вход в кубикулу обычно был из атриума.
Витрувий рекомендовал ориентировать кубикулы на восток, чтобы пользоваться преимуществами утреннего освещения. 
Рабов, обслуживавших кубикулы (постельничьих), назвали кубикулариями. Их выбирали из числа наиболее доверенных слуг. 
Также кубикулой назывался павильон или тент, из которого император наблюдал за общественными играми. 

## В христианской традиции
В раннехристианской литературе кубикула приобретает значение укромной домашней комнаты, где можно скрытно отправлять христианский культ.
Затем это слово стало использоваться для обозначения семейных склепов в христианских катакомбах. При этом кубикулами, в отличие от крипт, называют отдельные и меньшие по размерам комнаты.